# Acanthodelta mercatoria
Acanthodelta mercatoria là một loài bướm đêm trong họ Noctuidae.